# Strada statale 60 del Monte Maggiore
La strada statale 60 del Monte Maggiore (SS 60) era una strada statale italiana locata nel territorio appartenuto all'Italia tra le due guerre mondiali, più precisamente nel periodo tra il trattato di Rapallo del 12 novembre 1920 ed il trattato di Parigi del 10 febbraio 1947.
L'itinerario partiva da Pisino, e passando attraverso Mattuglie, raggiungeva quello che allora era il confine iugoslavo verso Castua.
Nel 1947 l'intera area è passata sotto giurisdizione iugoslava; oggi il territorio appartiene alla Croazia.

## Storia
La strada statale 60 venne istituita nel 1928 con il seguente percorso: "Pisino - Mattuglie - Confine iugoslavo verso Castua."

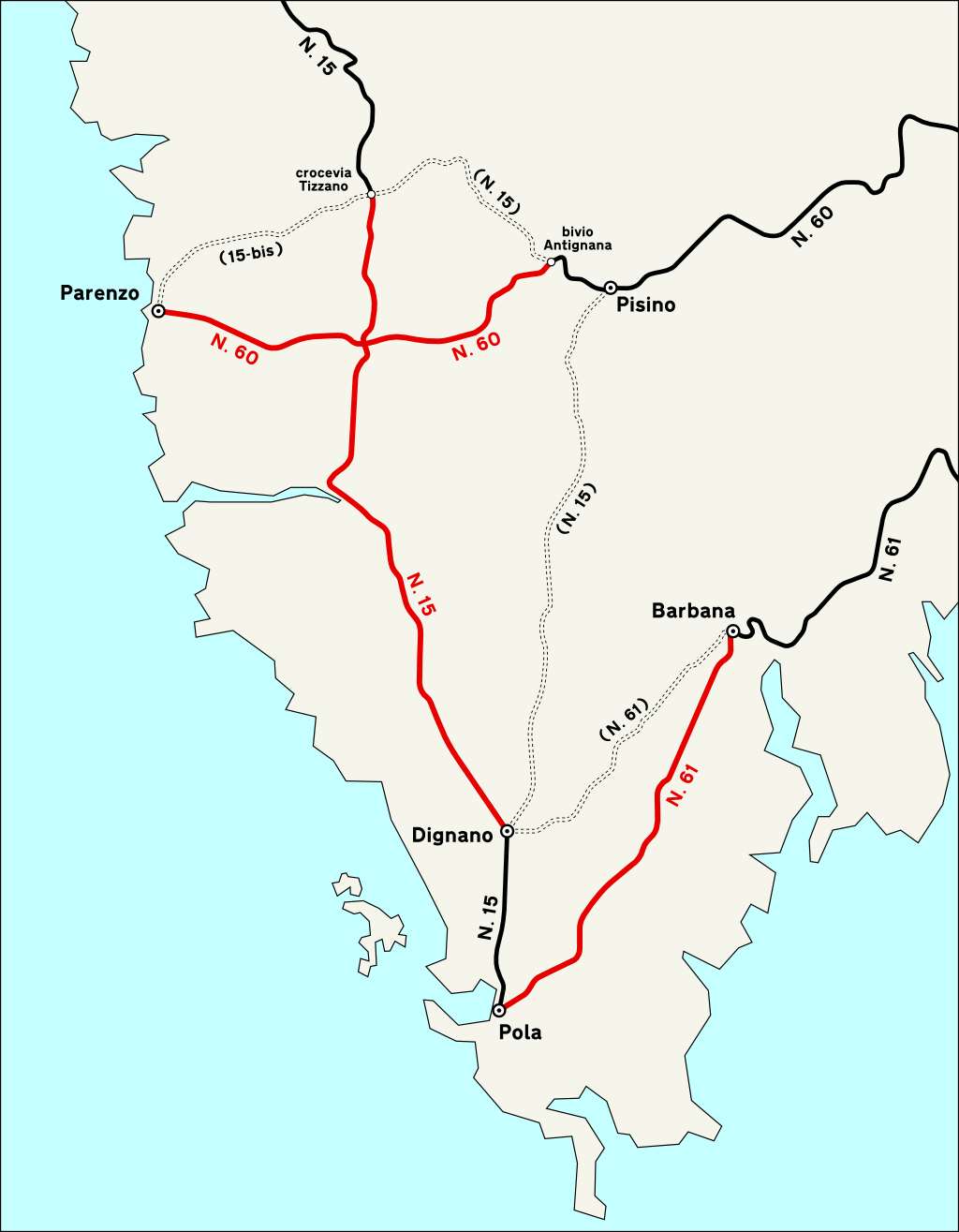
Mappa delle modifiche alla rete delle strade statali istriane in seguito al R.D. 23 novembre 1936, n. 2177

Nel 1936 il tracciato della strada venne prolungato da Pisino a Parenzo, attraverso un tracciato in parte (da Pasino al bivio per Antignana) fino ad allora parte della SS 15, e per il resto classificato ex novo come strada statale.